# Tom Dumont
Tomás Martín Dumont (11 de enero de 1968, Los Ángeles, California) es un guitarrista y productor estadounidense, que más conocido ser el guitarrista de la banda de rock No Doubt.

## Familia
Dumont y su esposa Mieke tienen dos hijos, que son As José Dumont, nacido el 6 de abril de 2006 y su segundo hijo Río Atticus Dumont, nacido el 18 de junio de 2008. De acuerdo con la banda de sello discográfico, la pareja se casó en octubre de 2004.
La familia Dumont vivía en Irvine, California. Tom Dumont era el único niño adoptado en su familia y tiene dos hermanastos. El padre de Dumont, que tocaba el piano, le dio a su hijo una guitarra a la edad de doce años.

## Reunión con No Doubt
Eric Stefani formó No Doubt en Anaheim, California, con su amigo John Spence en noviembre de 1986. Ese mismo año y poco después, se unió la hermana menor de Eric, Gwen Stefani quien empezó a participar en el grupo como co-vocalista; así de a poco fueron grabando demos y mostrándolos por Orange County. Poco tiempo después Tony Kanal -Quien más tarde se convertiría en el novio de Gwen- llegó al grupo y se integró como bajista. Así, sin ayuda de ninguna disquera, comenzaron a componer sus propios temas y a presentarse en diferentes eventos y festivales musicales a través de Anaheim.
En 1987, John Spence se suicidó, dejando a Gwen como vocalista principal y a pesar del duro golpe que significó esta muerte siguieron con el proyecto de grupo que ya había ganado reputación en varios condados de California. En 1988 y 1989, se integraron dos nuevos miembros permanentes: Tom Dumont a la guitarra y Adrian Young en la batería.
Con Gwen Stefani la promoción de su segundo álbum en solitario, No Doubt comenzó a su trabajo inicial en un nuevo álbum sin ella y tiene previsto terminarla después de la gira de Stefani. En marzo de 2008, la banda comenzó a hacer blogs sobre la progresión del álbum en su foro de fanes oficial. Stefani hizo un post oficial el 28 de marzo de 2008 afirmando que había comenzado a escribir canciones, pero fue lento en su final, porque en ese momento estaba embarazada de su segundo hijo.
El mánager Jim Guerinot dijo que el álbum aún sin título, está siendo producido por Mark "Spike" Stent, quien ayudó a producir y mezclar Rock Steady. Entre el embarazo de Stefani y la grabación, No Doubt no salió de gira en 2008, pero Guerinot prometido, que planean salir a la carretera en el 2009 por su banda de gira de pleno derecho por primera vez en casi cinco años.
No Doubt anunció en su página web oficial que la gira en el verano de 2009 con Paramore, The Sounds, Janelle Monáe, Bedouin Soundclash, Katy Perry y Panic at the Disco. Mientras terminaba su próximo álbum, que tiene previsto su lanzamiento en 2010. Las entradas para la gira salieron a la venta el 7 de marzo de 2009. Como una promoción especial para la gira, la banda está regalando todo su Catálogo de música de estar libre como una descarga digital con la compra de un nivel superior.
En 2009, No Doubt hizo una aparición en la serie de televisión Gossip Girl, interpretando a una banda ficticia llamada "Nevado Out" en el episodio " Valley Girls ".

## Influencias
Dumont ha mencionado que sus influencias se basan en guitarristas del heavy metal. Es influenciado por bandas como Iron Maiden, Judas Priest y Kiss.

## Actualidad
Se pudo conocer que actualmente se encuentra trabajando en un nuevo proyecto llamado Dreamcar, esto junto a sus compañeros de banda Adrian Young (Batería de No Doubt), Tony Kanal (Bajo de No Doubt) pero teniendo como vocalista a Davey Havok (Vocal de AFI).

## Equipo
Dumont utiliza guitarras Hamer y favorece la vendimia de pedales de efectos MXR. Dividido por 13 amplificadores, pero también ha usado Soldano, Matchless, Fender y plateado amplificadores durante la grabación.

### Guitarras
- Hamer estándar acabado natural
- Hamer Vector Hamer Vector
- Hamer Korina Standard Hamer estándar Korina
- Hamer Korina Junior Hamer Junior Korina
- Hamer Newport Hamer Newport
- Hamer Newport with humbuckers Hamer Newport con humbuckers

### Efectos
- MXR Phase 90 MXR Phase 90
- MXR Phase 100 MXR Fase 100
- MXR Blue Box MXR Blue Box
- MXR Micro Amp MXR Micro Amp
- Dunlop Cry Baby Wah Grito Dunlop Wah bebé
- Dan-Echo Dan-Echo

### Amplificadores
- Divided by 13 ividido por 13
- Soldano SLO 100 Soldano SLO 100
- Matchless Clubman 35 Incomparable Clubman 35
- Fender Pro Junior Fender Pro Junior
- Divided By 13 Full Stack Dividido por completo la pila 13